# فرودگاه اله‌نوره
فرودگاه اله‌نوره (به انگلیسی: Éléonore Aerodrome) یک فرودگاه خصوصی است که یک باند فرود شن دارد و طول باند آن ۱٬۰۸۱ متر است. این فرودگاه در شهر Opinaca Reservoir کشور کانادا قرار دارد و در ارتفاع ۲۲۹ متری از سطح دریا واقع شده است.